# Cercamon

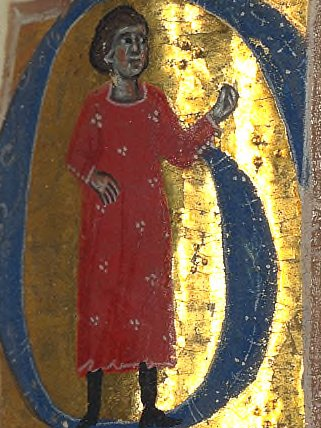
Cercamon no manuscrito 12473, fólio 119.

Cercamon foi um trovador occitano e jogral de origem gascã que floresceu entre 1137 e 1149. A brevidade de sua vida revela o desconhecimento de seu biógrafo, que escreveu cerca de um século após sua época.
Ele atuou nas cortes de Poitou, onde serviu ao duque Guilherme X, e Limousin, sob patrocínio de Eble II de Ventadorn. A biografia de Marcabru indica Cercamon como seu professor, embora essa informação permaneça inconclusiva.
Seu verdadeiro nome é desconhecido, mas a vida relata que ele escolheu se chamar Cercamon ("Busca Mundo") após suas diversas viagens.

## Poética
O breve repertório de Cercamon se resume a sete poemas de atribuição segura, e um de autoria incerta. Seus poemas são categorizados como vers, e não como cansos, pois os trovadores da época não haviam alcançado o refinamento poético de seus sucessores. Além disso, o número de coblas em seus poemas eram sempre irregulares, mas seguiam um padrão de seis a sete versos, numa média de três ou quatro rimas por cobla. Seu metro favorito era o octossilábico.

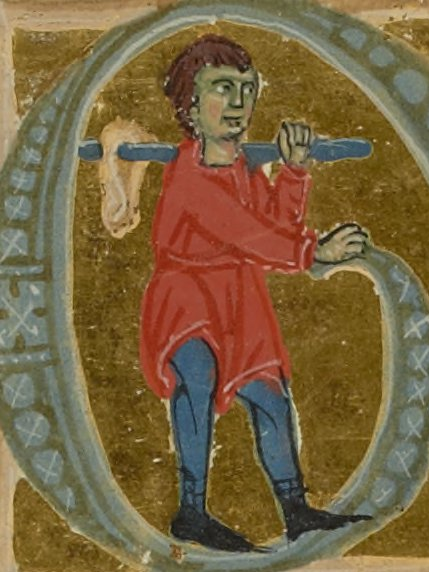
Cercamon retratado como viajante.

A língua utilizada por Cercamon era o occitano no dialeto gascão. Ele escreveu, principalmente, poemas de amor; também fez uma composição fúnebre (um planh) a Guilherme X, e um tenso com seu jogral chamado Guilhalmi a respeito do ofício jogralesco.
Com Cercamon é perceptível, em relação à poesia de Guilherme IX, um desenvolvimento de um sistema mais refinado de retórica poética.
No poema Ab lo pascor m'es bel qu'eu chan, o trovador demonstrou conhecimentos sobre os contos arturianos e foi um dos primeiros trovadores a implementar a história deTristão e Isolda como referência poética.
Seu poema "L'aura doussa s'amarzis" foi um predecessor temático ao "L'aur'amara" de Arnaut Daniel.

## Composições
- Quant l'aura doussa s'amarzis;
- Ab lo temps qe fai refreschar;
- Assatz es or'oimai q'eu chan;
- Ab lo Pascor m'es bel qu'eu chan;
- Puois nostre temps comens'a brunezir;
- Lo plaing comenz iradamen;
- Car vei fenir a tot dia;
- Per fin'Amor m'esjauzira (atribuição duvidosa).[2]